# Михайлофёдоровская улица (Чернигов)
Михайлофёдоровская улица (укр. Михайлофедорівська вулиця) — улица в Деснянском районе города Чернигова. Пролегает от улицы Олега Михнюка до улицы Оборонцев Чернигова (Александра Молодчего), исторически сложившаяся местность (район) Пять углов.
Нет примыкающих улиц.

## История
Варваринская улица — из-за расположенности поблизости к Варваринской церкви (18-19 века, была разобрана) — была проложена в середине 19 века в современных размерах между Вознесенской (современная Олега Михнюха) и Петербургской (современная Александра Молодчего) улицами. 
Варваринская улица переименована на улицу Клары Цеткин — в честь одного из основателей Коммунистической партии Германии Клары Цеткин.
12 февраля 2016 года улица получила современное название — из-за расположенности поблизости к церкви Михаила и Федора, согласно Распоряжению городского главы В. А. Атрошенко Черниговского городского совета № 46-р «Про переименование улиц и переулков города» («Про перейменування вулиць та провулків міста»)

## Застройка
Парная и непарная стороны улицы заняты усадебной застройкой. 
Учреждения: нет
Есть ряд значимых и рядовых исторических зданий, что не являются памятниками архитектуры или истории: усадебные дома №№ 1/43, 1 А, 3, 11/38.